# Anne-Lisa Amadou
Anne-Lisa Amadou (Oslo, 4 de marzo de 1930-Oslo, 19 de marzo de 2002) fue una investigadora literaria noruega.
Nació en Oslo. En 1966 obtuvo su Doctorado en Filosofía (PhD) con una tesis sobre Marcel Proust.
Fue profesora de literatura francesa en la Universidad de Oslo desde 1970 hasta 1982. En 1981 recibió el Premio Bastian por su traducción de En busca del tiempo perdido (en francés: A la recherche du temps perdu). y, en 1984, el Premio Honorífico Fritt Ord.

## Obra
- 1965 El poeta y su obra – un estudio en la estética de Marcel Proust sobre Marcel Proust
- 1970 El rostro de Tartuffe y otros ensayos sobre Molière
- 1978 Once estudios sobre novelas francesas sobre Marcel Proust
- 1994 Darle un lenguaje al amor sobre Sigrid Undset